# Per Ahlmark

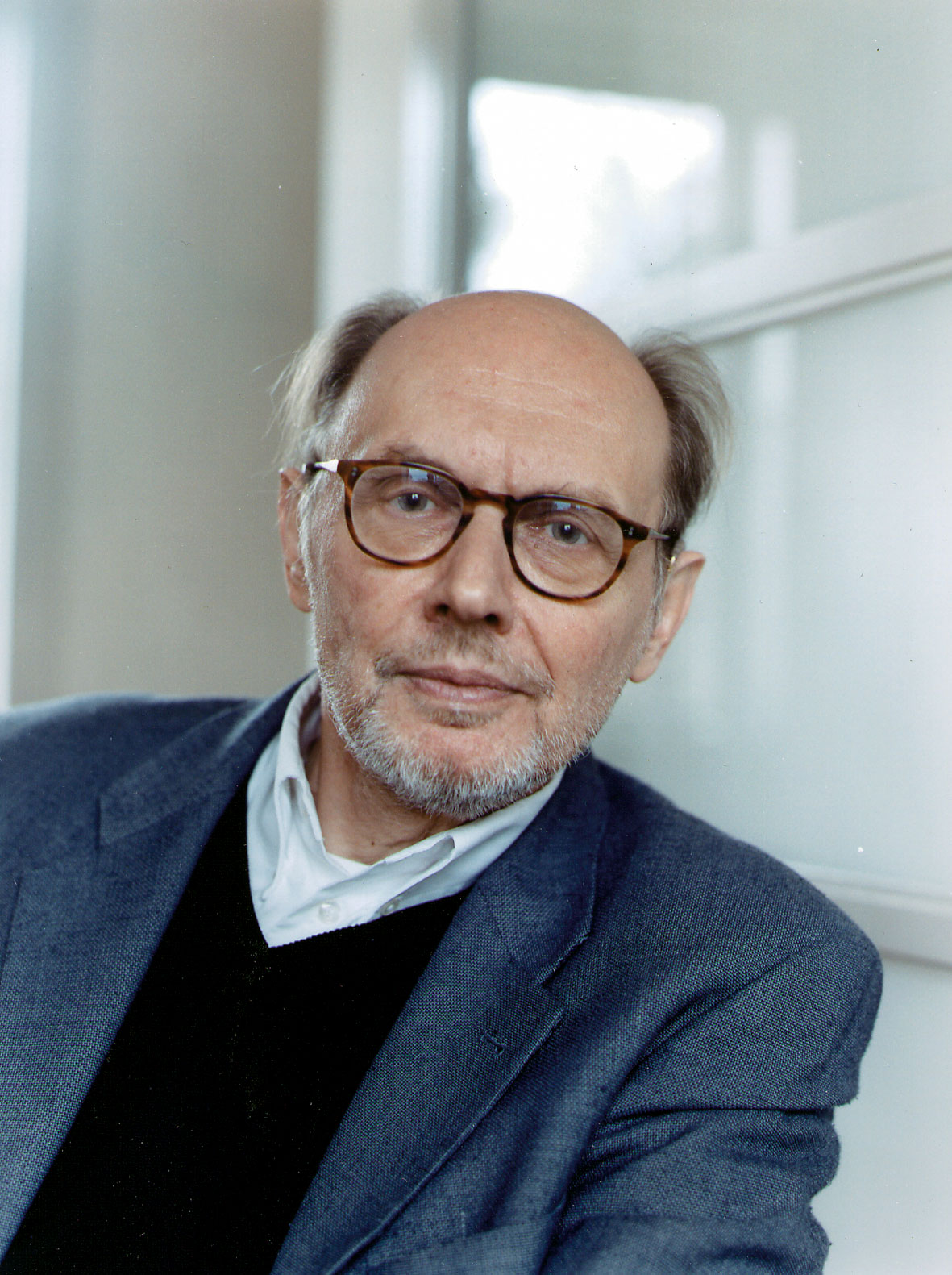
Per Ahlmark

Per Axel Ahlmark (* 15. Januar 1939 in Stockholm; † 8. Juni 2018) war ein schwedischer Schriftsteller und Politiker der liberalen Folkpartiet.

## Leben und Wirken
Ahlmark war stellvertretender Ministerpräsident und Arbeitsminister in der Koalitionsregierung des Zentrumspolitikers Thorbjörn Fälldin von 1976 bis 1978 sowie Parteivorsitzender der Folkpartiet von 1975 bis 1978.
Er verließ die aktive Politik aus persönlichen Gründen mit 39 Jahren. Auch danach nahm er in Fragen der Politik, Literatur und internationaler Konflikte an den öffentlichen Debatten in Schweden teil. Er war Kolumnist von Dagens Nyheter und The Jerusalem Post und Autor zahlreicher politischer Bücher, in denen er sich vor allem kritisch mit der Haltung der schwedischen Linken gegenüber den totalitären Regimen kommunistischer Prägung nach 1968 befasste.
Ahlmark war ein entschiedener Unterstützer des Zionismus und Israels. Von 1970 bis 1998 war er Vorsitzender der Gesellschaft Schweden-Israel (Samfundet Sverige-Israel). 1997 gründete er außerdem die Freundschaftsgesellschaft Schweden-Taiwan. Er befürwortete den Irak-Krieg der USA 2003 und war dabei auch ein heftiger Kritiker seines Parteikollegen, des UN-Waffeninspektors im Vorkriegsirak Hans Blix. Außerdem war er Ausschussmitglied der pro-israelischen Lobbyorganisation UN Watch.
Ahlmark war 1978 bis 1981 mit der schwedischen Schauspielerin Bibi Andersson verheiratet.
2004 wurde er vom American Jewish Committee mit dem Jan Karski Award ausgezeichnet.

## Veröffentlichungen (Auswahl)

### Politische Publizistik
- Vänstern och tyranniet (Die Linke und die Tyrannei), 1994
- Det öppna såret (Die offene Wunde), 1997
- Det är demokratin, dumbom! (It’s the democracy, stupid!), 2004
- Gör inga dumheter medan jag är död! (Macht keine Dummheiten, solange ich tot bin!), 2011 (Autobiografie)

### Belletristik
- Flykter, Gedichte, 1985
- Zonen, Roman, 1989